# Grève des machinistes de Boeing de 2024
La grève des machinistes de Boeing de 2024 est une grève menée par plus de 33 000 machinistes employés par le géant de l’aéronautique Boeing de septembre à novembre 2024. Il s’agit de la première grève du Syndicat international des machinistes et des travailleurs de l’aérospatiale (IAM) chez Boeing depuis la grève de 2008. La majorité des grévistes travaillaient dans les usines de l’entreprise situées à Everett et Renton, dans la région métropolitaine de Seattle.

## Antécédents
La grève a commencé le 13 septembre, après que 94,6 % des travailleurs ont voté pour rejeter un contrat proposant une augmentation salariale de 25 % sur quatre ans, et que 96 % ont voté en faveur de la grève, dépassant ainsi le seuil des deux tiers. 
La grève a temporairement interrompu la production des avions 737, 777 et 767 de Boeing, y compris leurs dérivés militaires comme le ravitailleur KC-46 de l’US Air Force et l’avion de patrouille maritime P-8 de la marine américaine.

## Chronologie

### Octobre
Début octobre, la grève avait coûté environ 5 milliards de dollars à Boeing. 
Les négociations ont échoué le 8 octobre, la présidente-directrice générale de Boeing Commercial Airplanes, Stephanie Pope, déclarant que le syndicat « avait formulé des exigences non négociables bien au-delà de ce qui peut être accepté si nous voulons rester compétitifs en tant qu’entreprise ».
Le 10 octobre, Boeing a déposé une plainte pour pratique déloyale de travail contre le syndicat auprès du National Labor Relations Board, l’accusant de ne pas négocier de bonne foi.
Le 14 octobre, Boeing a annoncé des licenciements touchant des milliers de travailleurs.
Le 31 octobre, le syndicat a soutenu un nouveau contrat incluant une augmentation salariale de 38 % sur quatre ans, ainsi qu’un choix entre une prime de signature de 12 000 $ ou une combinaison d’une prime de 7 000 $ et d’une contribution de 5 000 $ au 401(k).

### Novembre
Le 4 novembre, les membres du syndicat ont voté en faveur du contrat avec 59 % de soutien, mettant officiellement fin à la grève.